# HMS Triumph (1764)
HMS Triumph е британски линеен кораб трети ранг.
Поръчан е на 27 май 1757 г., изпълнител на заявката е корабостроителницата в Уулич. Спуснат е на вода на 3 март 1764 г. Влиза в състава на Кралските военноморски сили на Великобритания. Има 74 оръдия.
През 1797 г. участва в битката при Кемпъдаун, а през 1805 г. е във флота на адмирал Робърт Калдер в битката при нос Финистере. От 1813 г. е на пристанищна служба, изваден е от експлоатация през 1850 г.